# Minister za zunanje in evropske zadeve (Hrvaška)
Minister za zunanje in evropske zadeve Republike Hrvaške (hrvaško Ministar vanjskih i europskih poslova ali MVEP) je član Vlade Republike Hrvaške, ki je odgovoren za zunanje odnose države, njena diplomatska predstavništva in odnose z mednarodnimi organizacijami, zlasti z Evropsko unijo.

## Seznam ministrov

### Ministri za zunanje zadeve
Petnajsti in sedanji minister je Gordan Grlić-Radman, ki je na položaju od 22. julija 2019. Najdlje je bil minister Mate Granić (1993–2000) pod premierjema Nikico Valentićem in Zlatkom Matešo, najkrajši pa Davorin Rudolf, ki je bil na tem položaju tri mesece med majem 1991 in julijem 1991 pod premierjem Josipom Manolićem.

### Ministri za evropsko integracijo
Ministrstvo za evropske integracije je bilo kratkotrajno ministrstvo, ustanovljeno v času predsednika vlade Ivice Račana leta 2000. Nastalo je iz Službe Vlade Republike Hrvaške za evropske integracije in se leta 2005 pod premierjem Ivom Sanaderjem pripojilo k Ministrstvu za zunanje zadeve. Ministrstvo je bilo zadolženo za nadzor nad spremembami zakonodaje, potrebne za uskladitev s pravnim redom Skupnosti v pripravi in v času pristopa Hrvaške k Evropski uniji.
1. Ljerka Mintas-Hodak; 3. april 1998–27. januar 2000
2. Ivan Jakovčić; 27. januar 2000–21. junij 2001
3. Neven Mimica; 28. september 2001–23. december 2003
4. Kolinda Grabar-Kitarović; 23. december 2003–16. februar 2005